# 빅 바운스 (영화)
빅 바운스(The Big Bounce)는 미국에서 제작된 조지 아미터지 감독의 2004년 범죄, 스릴러 영화이다. 오웬 윌슨 등이 주연으로 출연하였고 조지 아미터지 등이 제작에 참여하였다.

## 출연

### 주연
- 오웬 윌슨
- 모건 프리먼

### 조연
- 게리 시나이즈
- 사라 포스터
- 윌리 넬슨
- 비니 존스
- 베베 뉴워스
- 찰리 쉰

## 제작진
- 원작자: 엘모어 레너드
- 공동제작: 채닝 던기
- 협력프로듀서: 게리 마커스
- 미술: 스티븐 알트먼
- 의상: 벳시 콕스
- 의상: 트레이시 타이넌
- 배역: 말리 핀